# Trevélez (kommunhuvudort)
Trevélez är en kommunhuvudort i Spanien.   Den ligger i provinsen Provincia de Granada och regionen Andalusien, i den södra delen av landet, 400 km söder om huvudstaden Madrid. Trevélez ligger 1 468 meter över havet och antalet invånare är 839.
Terrängen runt Trevélez är mycket bergig. Runt Trevélez är det glesbefolkat, med 9 invånare per kvadratkilometer. Närmaste större samhälle är Órgiva, 17,7 km sydväst om Trevélez. 